# Montracol

Montracol este o comună în departamentul Ain din estul Franței.